# Notiospathius fuscipes
Notiospathius fuscipes är en stekelart som först beskrevs av Cameron 1887.  Notiospathius fuscipes ingår i släktet Notiospathius och familjen bracksteklar. Inga underarter finns listade i Catalogue of Life.